# Lista de prêmios e indicações recebidos por Giulia Be
Esta é uma lista dos prêmios e indicações recebidos por Giulia Be

## Prêmios e indicações

### BreakTudo Awards
| Ano  | Categoria                    | Recipiente(s)                     | Resultado | Ref.  |
| ---- | ---------------------------- | --------------------------------- | --------- | ----- |
| 2019 | Artista Revelação Nacional   | Giulia Be                         | Venceu    | [ 1 ] |
| 2019 | Clipe de Estreia Nacional    | "Too Bad"                         | Indicada  | [ 1 ] |
| 2020 | Hit Nacional                 | "Se Essa Vida Fosse um Filme"     | Indicada  | [ 2 ] |
| 2021 | Artista em Ascensão Nacional | Giulia Be                         | Indicada  | [ 3 ] |
| 2021 | Colaboração Nacional         | "Inesquecível" (com Luan Santana) | Indicada  | [ 3 ] |

### Capricho Awards
| Ano  | Categoria    | Recipiente(s)                 | Resultado | Ref.  |
| ---- | ------------ | ----------------------------- | --------- | ----- |
| 2020 | Hit Nacional | "Se Essa Vida Fosse um Filme' | Indicada  | [ 4 ] |

### Grammy Latino
| Ano  | Categoria                | Recipiente(s) | Resultado | Ref.  |
| ---- | ------------------------ | ------------- | --------- | ----- |
| 2021 | Melhor Artista Revelação | Giulia Be     | Indicada  | [ 5 ] |

### Meus Prêmios Nick
| Ano  | Categoria                | Recipiente(s)                     | Resultado | Ref.  |
| ---- | ------------------------ | --------------------------------- | --------- | ----- |
| 2019 | Revelação do Ano         | Giulia Be                         | Indicada  | [ 6 ] |
| 2020 | Hit Nacional Favorito    | "Menina Solta"                    | Indicada  | [ 7 ] |
| 2021 | Hit Nacional Favorito    | "Inesquecível" (com Luan Santana) | Indicada  | [ 8 ] |
| 2021 | Artista Musical Favorito | Giulia Be                         | Indicada  | [ 8 ] |

### MTV Millennial Awards Brasil
| Ano  | Categoria       | Recipiente(s)  | Resultado | Ref.   |
| ---- | --------------- | -------------- | --------- | ------ |
| 2020 | Hino do Ano     | "Menina Solta" | Indicada  | [ 9 ]  |
| 2021 | Clipão da P#rr@ | "Lokko"        | Indicada  | [ 10 ] |

### Prêmio Área VIP
| Ano  | Categoria        | Recipiente(s) | Resultado | Ref.   |
| ---- | ---------------- | ------------- | --------- | ------ |
| 2020 | Revelação do Ano | Giulia Be     | Venceu    | [ 11 ] |

### Prêmio Contigo!
| Ano  | Categoria         | Recipiente(s) | Resultado | Ref.   |
| ---- | ----------------- | ------------- | --------- | ------ |
| 2020 | Revelação Musical | Giulia Be     | Indicada  | [ 12 ] |

### Prêmio Jovem Brasileiro
| Ano  | Categoria        | Recipiente(s)                     | Resultado | Ref.   |
| ---- | ---------------- | --------------------------------- | --------- | ------ |
| 2021 | Clipe Bombástico | "Inesquecível" (com Luan Santana) | Indicada  | [ 13 ] |

### Prêmio Multishow de Música Brasileira
| Ano  | Categoria              | Recipiente(s)  | Resultado | Ref.   |
| ---- | ---------------------- | -------------- | --------- | ------ |
| 2020 | Música Chiclete do Ano | "Menina Solta" | Indicada  | [ 14 ] |
| 2020 | Experimente            | Giulia Be      | Indicada  | [ 14 ] |

### Prêmio POP Mais
| Ano  | Categoria          | Recipiente(s)                     | Resultado | Ref.   |
| ---- | ------------------ | --------------------------------- | --------- | ------ |
| 2020 | Melhor Artista POP | Giulia Be                         | Indicada  | [ 15 ] |
| 2020 | Melhor Clipe       | "Inesquecível" (com Luan Santana) | Indicada  | [ 15 ] |

### Prêmio TodaTeen
| Ano  | Categoria               | Recipiente(s)                     | Resultado | Ref.   |
| ---- | ----------------------- | --------------------------------- | --------- | ------ |
| 2020 | Melhor Álbum Nacional   | Solta                             | Indicada  | [ 16 ] |
| 2020 | Feat. do Ano            | "Inesquecível" (com Luan Santana) | Indicada  | [ 16 ] |
| 2020 | Melhor Cantora Nacional | Giulia Be                         | Indicada  | [ 16 ] |
| 2020 | Hit Nacional            | "Se Essa Vida Fosse um Filme"     | Indicada  | [ 16 ] |

### Séries em Cena Awards
| Ano  | Categoria                        | Recipiente(s)                     | Resultado | Ref.   |
| ---- | -------------------------------- | --------------------------------- | --------- | ------ |
| 2020 | Música Nacional do Ano           | "Menina Solta"                    | Indicada  | [ 17 ] |
| 2021 | Artista Feminina Nacional do Ano | Giulia Be                         | Indicada  | [ 18 ] |
| 2021 | Melhor Clipe Nacional do Ano     | "Inesquecível" (com Luan Santana) | Indicada  | [ 18 ] |

### WME Awards
| Ano  | Categoria                | Recipiente(s)  | Resultado | Ref.   |
| ---- | ------------------------ | -------------- | --------- | ------ |
| 2019 | Revelação                | Giulia Be      | Indicada  | [ 19 ] |
| 2020 | Melhor Música Mainstream | "Menina Solta" | Indicada  | [ 20 ] |

1. ↑  «Anitta, Pabllo Vittar e Cardi B estão entre os vencedores do BreakTudo Awards 2019. Veja lista». POP Mais. 20 de outubro de 2019. Consultado em 30 de janeiro de 2022
2. ↑  Chiessi, Beatriz (20 de agosto de 2020). «Confira a lista de indicados do BreakTudo Awards 2020». PurePop. Consultado em 30 de janeiro de 2022
3. ↑  «Anitta e Luan Santana lideram indicações ao BreakTudo Awards 2021». IstoÉ. 3 de agosto de 2021. Consultado em 30 de janeiro de 2022
4. ↑  «Você escolheu! Saiba quem são os vencedores do CH Awards 2020». Capricho. Consultado em 31 de janeiro de 2022
5. ↑  «Latin GRAMMYs». Latin GRAMMYs. Consultado em 30 de janeiro de 2022
6. ↑  «Poder! Maisa lidera a lista dos indicados aos Meus Prêmios Nick 2019». Caras. 1 de agosto de 2019. Consultado em 30 de janeiro de 2022
7. ↑  «Meus Prêmios Nick divulga indicados e categorias; veja como votar». O Estado de S. Paulo. Consultado em 30 de janeiro de 2022
8. ↑  Amaral, Dayanne (3 de agosto de 2021). «Meus Prêmios Nick 2021: Confira lista completa de indicados e como votar». Nação da Música. Consultado em 30 de janeiro de 2022
9. ↑  «MTV Miaw 2020: Confira os vencedores da premiação». Splash. Consultado em 30 de janeiro de 2022
10. ↑  Nunes, Ronayre (23 de setembro de 2021). «MTV Miaw 2021: Pabllo Vittar ganha álbum do ano; veja outros vencedores». Correio Braziliense. Consultado em 30 de janeiro de 2022
11. ↑  «Confira os Vencedores do "Prêmio Área VIP – Melhores da Mídia 2020"». Área VIP. 22 de janeiro de 2021. Consultado em 30 de janeiro de 2022
12. ↑  «PRÊMIO CONTIGO! 2020: Veja a lista completa dos vencedores». Contigo!. 21 de dezembro de 2020. Consultado em 31 de janeiro de 2022
13. ↑  «Prêmio Jovem Brasileiro: Conheça 10 semifinalistas em cada categoria». Prêmio Jovem Brasileiro. 1 de agosto de 2021. Consultado em 31 de janeiro de 2022
14. ↑  «Prêmio Multishow 2020: veja a lista completa dos vencedores». Site RG. 12 de novembro de 2020. Consultado em 31 de janeiro de 2022
15. ↑  «Anitta, Luísa Sonza e Manu Gavassi lideram as indicações ao Prêmio POP Mais 2020». POP Mais. 22 de novembro de 2020. Consultado em 31 de janeiro de 2022
16. ↑  Indicações ao Prêmio TodaTeen:
  - «PRÊMIO TODATEEN 2020: Melhor Álbum Nacional». TodaTeen. 19 de novembro de 2020. Consultado em 31 de janeiro de 2022
  - «PRÊMIO TODATEEN 2020: Feat. do Ano». TodaTeen. 19 de novembro de 2020. Consultado em 31 de janeiro de 2022
  - «PRÊMIO TODATEEN 2020: Melhor Cantora Nacional». TodaTeen. 19 de novembro de 2020. Consultado em 31 de janeiro de 2022
  - «PRÊMIO TODATEEN 2020: Hit Nacional». TodaTeen. 19 de novembro de 2020. Consultado em 31 de janeiro de 2022
17. ↑  «Confira todos os ganhadores do Séries em Cena Awards 2020». Séries em Cena. 1 de agosto de 2020. Consultado em 31 de janeiro de 2022
18. ↑  «Conheça todos os indicados do SEC Awards 2021». SEC Awards. 7 de maio de 2021. Consultado em 31 de janeiro de 2022
19. ↑  «WME Awards: Saiba quais foram as vencedoras da primeira premiação brasileira totalmente dedicada às mulheres». POPline. 4 de dezembro de 2019. Consultado em 31 de janeiro de 2022
20. ↑  «WME Awards 2020: Elza Soares, Ana Frango Elétrico, Luedji Luna e mais; veja todas as vencedoras». Rolling Stone Brasil. 9 de dezembro de 2020. Consultado em 31 de janeiro de 2022